# 国家政策と戦争手段
『国家政策と戦争手段』（こっかせいさくとせんそうしゅだん、Staatskunst und Kriegshandwerk）とは、1959年から1968年にかけてドイツの歴史家ゲルハルト・リッターにより発表された軍事史の研究である。
著者のリッターは1888年に生まれ、ハイデルベルクの諸大学で歴史学を学んだ歴史学者であり、『ハイデルベルク大学史』や『ルター』など宗教改革に関連する歴史研究を発表した。フリッツ・フィッシャーとの第一次世界大戦の戦争責任に関する論争に参加したことでも知られる。本書『国家政策と戦争手段』はリッターの著作の中で晩年に発表された研究であり、第二次世界大戦に突入するまでの近代ドイツの政治と軍事の関係、特に軍国主義という社会現象に着目して叙述したが、リッターが執筆の途中で死去したために未完である。
その構成は1740年から1890年までの時期にわたって古プロイセンの伝統について論じた第1巻、1890年から1914年にかけてヨーロッパの列強とヴィルヘルム帝国について論じた第2巻、1914年から1917年にわたり国政術の悲劇を論じた第3巻、1917年から1945年のルーデンドルフからヒトラーまでのドイツの軍国主義の支配と変遷を論じた第4巻から成り立っている。
この研究におけるリッターの主眼とはドイツの歴史における各時代の政治と軍事の関係の歴史的変遷であり、ドイツの軍国主義の歴史的背景である。ヴィルヘルム1世とフリードリヒ大王によってプロイセンの絶対主義の国家体制が確立され、フランス革命を契機にプロイセン改革を経て1848年に立憲君主制へ移行する。クラウゼヴィッツにより定式化され、ビスマルクやモルトケにより実践された政治と軍事の位置づけが第一次世界大戦までの間に変化しながら、次第に軍部の影響力が拡大していく。このような歴史の過程で国家政策と戦争手段の関係はさまざまな様相を示す。リッターはクラウゼヴィッツにより定義された軍事に対する政治の優位性からルーデンドルフにより再定義された政治に対する軍事の優位性への移行をこの歴史的経緯から解明することを試みている。そして大衆の運動が軍国主義にとって重要な貢献を果たしていると考えた。

## 文献
- リッター著、新庄宗雅『政治と軍事　ドイツのミリタリズムの問題』私家版、1985年
- Gerhard Ritter, Staatskunst und Kriegshandwerk: Das Problem des Mlitarismus in Deutschland, Munchen: R. Oldenbourg, 1959-1989.